# (38221) 1999 NB28
1999 NB28 (asteroide 38221) é um asteroide da cintura principal. Possui uma excentricidade de 0.15639230 e uma inclinação de 5.57154º.
Este asteroide foi descoberto no dia 14 de julho de 1999 por LINEAR em Socorro.